# إدغار دياز
إدغار دياز (بالإنجليزية: Edgar Díaz)‏ هو لاعب كرة قاعدة أمريكي، ولد في 8 فبراير 1964 في سانتورس ‏ في الولايات المتحدة.

## وصلات خارجية
- إدغار دياز على موقعبيزبول رفرنس.كوم (الدوري الرئيسي) (الإنجليزية)
- إدغار دياز على موقعبيزبول رفرنس.كوم (الدوري الثانوي) (الإنجليزية)